# Чернея (Себежский район)
Чернея — деревня в Себежском районе Псковской области России.
Входит в состав сельского поселения Себежское. Численность населения деревни по оценке на начало 2001 года составляла 243 жителя.

## География
Расположена на юго-восточном прибрежье Себежского озера, в 19 км к юго-востоку от города Себеж.

## Климат
Климат, как и во всем районе, умеренно континентальный. Характеризуется мягкой зимой, относительно прохладным летом, сравнительно высокой влажностью воздуха и значительным количеством осадков в течение всего года. Средняя температура воздуха в июле +17 °C, в январе −8 °C. Средняя продолжительность безморозного периода составляет 130—145 дней в году. Годовое количество осадков — 600—700 мм. Большая их часть выпадает в апреле — октябре. Устойчивый снежный покров держится 100—115 дней; его мощность обычно не превышает 20-30 см.

## История
С января 1995 до июля 2010 года деревня была административной центром ныне упразднённой Лавровской волости.

## Население
| 2001 | 2002 | 2010 |
| ---- | ---- | ---- |
| 243  | ↘215 | ↘170 |

### Национальный и гендерный состав
Согласно результатам переписи 2002 года, в национальной структуре населения русские составляли 85 % от общей численности в 215 чел., из них 99 мужчин, 116 женщин.

## Инфраструктура
Развито личное подсобное хозяйство.
На территории деревни работает единственное в районе частное предприятие первичной и вторичной деревообработки: предприятие производит обрезную доску и отделочный материал для местного и областного рынка, из сосны, ели и осины.

## Транспорт
Деревня доступна по областной автодороге 58К-564.
Автомобильная дорога местного значения (идентификационный номер 58-254-870 ОП МГ 58Н-083), протяженностью в 3,14 км.